# 青花瓷
青花瓷是源於中國、遍行世界的一種白地藍花的高溫釉下彩瓷器，常簡稱青花，也用來指代該裝飾工藝。該品種清新明快，質樸大方，不僅是工業化之前影響最廣的瓷器，還被視為中華民族審美理念的代表。

## 定義與分類

### 廣義
廣義的青花包括一切白底藍花的陶器、石胎瓷和瓷器。由中國青花起源，影響到其他地區，如代爾夫特藍陶。

### 狹義
狹義的青花以明清景德鎮窯產品為標準器，要滿足如下特徵：
1. 胎體要完全瓷化，呈現純白的半透明狀，即青花必須首先是瓷器；
2. 藍色的紋樣要由含鈷顏料發色；
3. 外罩透明釉，即青花必須是釉下彩；
4. 最終在高溫還原氣氛 中燒成。

狹義的青花最主要的產地是(中國和日本，兩地的用料幾乎相同，只是微量金屬元素不同，所以發色有別。

## 發展歷程

### 準備期：分離的藍與白
為生產青花，首先就要能夠生產高品質的藍色和白色陶瓷。這一點是通過中國與西亞的技術與原料交流，在文化的交互影響下得以完善的。

#### 鈷藍
由鈷料(主要是鋁酸鈷)生成的藍彩在古埃及和兩河流域均有悠久的歷史。新巴比倫王國已經可以施用在玻璃、土陶等多種基質上。該工藝在波斯及伊斯蘭時期又有傳承發展，在西亞一直保持很高水準。
鈷料的寶石藍發色在中國也備受珍視：戰國已有外罩藍彩的陶胎珠子；唐代工匠則將鈷料添加助熔劑，造出了釉上藍彩，至8世紀初，高檔藍釉唐三彩已經較多出現。

#### 白瓷
白瓷是由中國獨立發明的：東漢墓葬曾出土釉色灰白的器物，北齊時燒製已俱備一定水準。隋代白瓷進一步發展，直至唐代真正成熟、遍佈北方。同時阿拔斯王朝受中國輸入陶瓷的影響，恢復了源自古埃及的錫白釉陶。

### 9世紀至10世紀
揚州及洛陽等地的考古證據表明，至少於唐代已經形成白地藍花器物。最重要的實例來自1998年在印度尼西亞勿里洞島所屬海域打撈出來的一艘830年阿拉伯沉船黑石号，外在特徵已經很近似標準青花。
唐代藍花白瓷有如下特點：
1. 胎體厚重，質地粗鬆，有大小不均的氣孔或氣泡。其色澤無法達到純白，泛灰或泛黃。
2. 器物外罩滿釉，器足底露胎。施釉不勻，有流釉現象。釉色白泛黃色或灰色，有些呈乳白色，開片呈冰裂紋。釉面較薄，最薄處僅0.1mm。胎釉之間有化妝土，結合不夠緊密。
3. 鈷料發色呈現藍色或藍中含紫，暈散，有黑色結晶點。濃重或淺淡均有出現。部份青花紋飾有明顯凸起。
4. 常見紋飾開始擺脫唐代常見的不規則斑點塊面向線描圖案轉化。花草紋（寶相花，團花，四瓣小團花，蔓草蓮花）如意頭形卷雲紋，蝴蝶紋（兩翼和鬚清晰可辨）幾何圖樣（菱形紋，方格紋），斑點，條形。紋飾繁簡與時代前後無關。

根據化學測定，鈷料低錳高鐵，含硫無砷，與波斯鈷料特徵不符，可能來自南非，中亞或者甘肅；胎體成份與鞏義窯白瓷一致，可能就是後者出產。但是也不能排除長沙窯。推測燒成溫度在1200℃至1230℃之間。
然而唐青花是否屬於釉下彩難以確定。燒成溫度不穩定，有青花凸出釉面，胎色黃白，說明溫度比較低。呈現釉上彩的特徵。也有胎色灰白，說明溫度較高。從殘片斷面可知，鈷料雖然深入釉面，但是並沒有觸及化妝土，而且下層邊緣模糊。
9世紀至10世紀，阿拔斯王朝在錫白釉陶上加繪藍色或者藍綠交替紋樣，出現以阿拉伯文字和幾何圖形裝飾的白地藍花土陶，並且逐步提高燒製溫度，向石胎瓷轉化。其外在樣式與青花幾乎沒有區別，可以視為後者在美學上的濫觴。

### 10世紀至13世紀
宋代生產透明釉下青花。工藝方法，鈷料來源和紋飾特徵，與北方唐青花並無直接繼承關係。1957年3月浙江省博物館在龍泉金沙北宋太平興國二年（977年）塔基夯土中發現四塊青花瓷片；1970年在紹興南宋咸淳元年（1265年）翠環塔基時也發現瓷器殘片。足以證明至少在北宋初年浙江已經有青花生產。唐有青花而宋未能盛行，不是技術限制，而是與宋人崇尚素潔的審美不符。

### 13世紀至14世紀
標準青花無疑誕生於元代，然而此說在中國產生較為晚近。《格古要論》曾提及青花。因其成書於洪武年間，去元未遠，可以推測元代當有燒製。吳仁敬指出江西南豐窯『器多青花，有如土定等色』，首倡該觀點，但是影響有限。直至1952年，大維德花瓶被確定為至正十一年（1351年）之真品，國人才普遍接受元代出產青花。此後不斷發現存留至今的實物，又在景德鎮湖田窯遺址出土可以相對應的瓷器殘片。元代青花已經十分精美，紋飾繪畫技法嫻熟，青料發色純正，燒造技術成熟，已經完全符合現代青花的標準。
元代中期青花業已成熟，有大量精品輸出海外。元末，江西很早就脫離蒙古政府實際控制，景德鎮也為朱元璋麾下所控制，並成為其重要的軍費來源。自此直至明朝建政初年，期間瓷器生產保持一貫工藝，極難斷代。故而西方學術界傾向於將元代至明初的青花統一劃歸入「14世紀的青花」。至今早期實物的斷代和研究依然是難題。
元代青花具有如下優點：
1. 體形碩大。花口大盤與大罐的工藝在明初反而退步，至宣德後則失傳。
2. 用料上乘。無論製坯所用瓷土、繪畫所用青料，均超出後世，可能在當時即已告罄。
3. 繪畫非凡。紋飾題材之豐富與繪畫技巧之高超，比明代有過之無不及[19]。
4. 窯藝出眾。以青花發色而論，可以生產帶錫斑與純藍色兩種，可見對爐火溫度控制已經得心應手。

劃花技法減少，印花增多，新增鏤花，而描繪成為主流。所繪圖樣佈局層次多，畫面滿，但是由於處理得當，主次分明，渾然一體。在瓶、罐的腹部和盤、碗的中心安排主要紋飾，其他部份填充輔助紋飾。通常出現的植物紋飾有：松竹梅、牡丹、蓮花、西番蓮、菊花、牽牛花、芭蕉、靈芝、山茶、海棠、瓜果、葡萄；動物及瑞獸有：龍、鳳凰、鶴、鹿、鴛鴦、鷺鷥、麒麟、獅子、海馬、魚、螳螂、蟋蟀；其他紋飾，如珠竹石、雜寶、十字桿。輔助紋飾有：捲草、錦地、回紋、錢紋、浪濤、蕉葉、蓮瓣、雲肩、變形蓮瓣、纏枝花卉等。

### 14世紀至17世紀
明代被部份學者視為中國瓷業的最高峰，其最具代表性的作品就是青花。
宋元罕有青花記載；明初人鄙薄其流俗，加之因憎恨外族入主而不提元人藝事，致使青花來源不明，其始製年代存疑，令後人誤以為明代首創青花。在現代考古學興起以前，該觀點佔據主流，於古董行業尤為盛行。文獻記載的最早帶有款識的青花器物就是永樂青花壓手杯，且有實物存世，現藏北京故宮。
明代青花仍有相當存量，很早就被後人珍賞研究。明代共有17朝，除去建文、洪熙、泰昌之外其餘朝代均有傳世或出土瓷器。傳統瓷學祇把明代分為「永宣」「成弘」「嘉萬」3個時期，其餘則存而不論。
| 準備期                                | 永宣                                                     | 黑暗期                                                   | 成弘                                                     | 嘉萬                                                     | 過渡期                                             |
| ------------------------------------- | -------------------------------------------------------- | -------------------------------------------------------- | -------------------------------------------------------- | -------------------------------------------------------- | -------------------------------------------------- |
| 洪武（1368－1398） 建文（1398－1402） | 永樂（1402－1424） 洪熙（1424－1425） 宣德（1425－1435） | 正統（1435－1449） 景泰（1449－1457） 天順（1457－1464） | 成化（1464－1487） 弘治（1487－1505） 正德（1505－1521） | 嘉靖（1521－1567） 隆慶（1567－1572） 萬曆（1572－1620） | 泰昌（1620） 天启（1620－1627） 崇禎（1627－1644） |

#### 準備期
洪武官窯以釉裡紅居多，傳世青花則極為罕見。器物坯體粗重厚實，尚未脫離元代粗獷的風格。所用青料依然來自海外，但是普遍發色不佳，藍中現黑。開始簡化圖案佈局，趨向於多留白。扁菊花紋使用較多，葫蘆葉也不如元代規矩。

#### 永宣
在明末至清代的好古賞古風潮中，世間可見最古之帶款青花出於永樂宣德時期。其中宣德器常見，永樂則極為罕見。因其形制相近，不易區分，故合稱「永樂宣德，青花之王」，被視為中國青花的黃金時期。又因為鄭和從西洋帶回「蘇勃泥」青料，史有明文。清末至民國古董行業一般認定青花發端於永樂。也有識者依據的，以洪武為開端。但是無論如何不出明代的範圍。
胎體細膩潔白，釉層晶瑩肥厚，永樂釉層尤為肥潤。骨料發色濃豔，高鐵低錳，因而減少了藍色中的紫紅色調，在適當的火候下，可以燒成寶石藍一樣的鮮艷色澤。高鐵的部份往往會在藍色區域出現黑色結晶斑點，稱為「錫斑」，會局部下陷，成為此時瓷器的標誌。
器物外型趨於清新流麗，但是仍然有較大的盤碗。廣泛吸收外來造型因素，完全轉化為中華氣派。現存器物以宣德大盤為最多。
圖案裝飾更為秀麗典雅，植物紋最為常見，瑞獸紋則以龍鳳為主。

#### 黑暗期
又称为“空白期”。正統至天順的30年間，青花製造並未停滯，只是不再書寫年款而難以區分。

#### 成弘
成化青花除去早期產品外，開始改用平等青，發色淡雅，不再出現黑斑。器物造型減少，擅長玲瓏精巧的小型器物。
弘治基本延續成化風格，官窯創制蓮池龍。
正德青花胎體厚重，發色發灰，釉色閃青，常常以伊斯蘭地區文字裝飾。

#### 嘉萬
嘉靖所用青料，低鐵低錳，發色藍中帶紫，較為濃豔，但是沒有黑斑。此時人工調配青料以取得理想效果的技術已經頗為成熟。道教題材增多。隆慶與嘉靖類似。
萬曆青花發色微微泛灰。

### 17世紀至20世紀
清代260餘年，康熙、雍正、乾隆三代青花在工藝技術和產量上都達到了歷史的高峰。不僅景德鎮官窯繼續代表了中國瓷器的品質，民窯也達到了很高的水準。順治已經復燒官窯。
傳世順治青花，以民窯器居多：國內保留的多為廟宇貢奉器物以及少量筆筒、碗、盤，發色比較灰暗；流出海外的則多為日用外銷瓷，沿用明代設計，製造精細，發色青翠。順治十四年以前，寫款往往用隸書。
康熙初年官窯復甦，青花並非其主要產品，但是在品質上達到了清代高峰。青料是浙江料，改進了提煉方法，發色十分鮮艷，被稱為「寶石藍」、「翠毛藍」。藍色可以細分為8至9個層次，可以完美地再現中國畫的水墨渲染效果。分水技法廣泛應用，在藍色渲染部份常常可以看見工匠的指紋痕跡。大件器物罕見，一般不寫本朝款。民窯青花發展極大，其中精品質量甚至在官窯之上。器物形制多樣，大件器物尤為豐富，保存在海外的棒槌瓶、大方瓶、鳳尾尊、觀音瓶不僅數量較多，而且質量極高。裝飾多樣，除去紋飾外，也有整幅畫片出現。
雍正青花已經成為常見用器，官窯與民窯均大量生產，工藝精湛，比較淡雅。官窯器物造型追求摹仿宣德青花，並且全面摹仿明代著名青花產品，惟妙惟肖。另有部份全新設計的造型，康熙時期大件式樣少見。裝飾更加圖案化，戰爭畫片消失。青花釉裡紅達到歷來最高水準。

## 生產工藝
青花瓷與其他釉下彩瓷器生產流程並無本質區別，可以分為備料、製胎、彩繪、上釉、燒製等5個階段。

### 備料
青花所用原料可以分為3種：坯胎原料，釉用原料，鈷料（彩料），分別需要不同的工藝配製。

#### 坯胎原料
景德鎮傳統坯體可以祇用瓷石，燒成軟質瓷；也可以用瓷石和高嶺土的混合物，最終得到硬質瓷。瓷石需要經過水碓粉碎。高嶺土無須粉碎，但是仍然需要淘鍊精製。從明代到清代，淘洗工藝不斷提高，因而胎體愈發細膩。

#### 釉用原料
景德鎮傳統釉料需要添加釉灰。

#### 鈷料
古代手工製備的鈷料需要根據產地而調整配方與工藝，很多已經隨著礦產枯竭而消亡。景德鎮使用時間較久，而且一直沿用至今的是「珠明料」及「浙料」。珠明料在不同時間及產地成分相差很大，通常精選後天然礦石的氧化鈷含量在5％左右，繪製後顏色較淡，不宜直接使用，需要再加工。先用水搓洗數次，再入窯爐煅燒。將煅燒後的鈷料再次揀選分級，再次粉碎，在瓷質研缽中研磨。最初幾次研磨之後要漂洗，去除雜質及可溶鹽類。逐次研磨，越細越好。
鈷料在完全製成之後，應帶水貯存在容器內。
具体制作方式为在素色瓷胎上用蓝色颜料描绘后，在表面涂无色或浅色的釉，然后入窑烧制。成品底色为纯白或粉白，花纹颜色为青黑、深蓝；后期使用含氧化钴（Co3O4 ）颜料的则呈亮蓝色。有些青花瓷器在白、蓝两色之外，又加以粉彩或描金装饰。
1. 淘炼胎土：瓷器是用瓷土即高岭土烧制成的，天然瓷土含杂质较多，需要淘洗出大部分杂质，将来烧成的瓷器才会坚致细腻白润。
2. 制胚：淘洗好的瓷土制成各种器形晾干的过程。
3. 绘画：等干燥后在器表先用青花料绘制图案。
4. 罩釉：把已经画好纹饰的瓷胚外面罩上一层釉水，一般有粘釉、刷釉、浸釉、吹釉等方法。
5. 烧制：将罩釉后的瓷胚经高温烧制，釉下的青花料就呈现出美丽的蓝色。如果青花料外面不罩釉，烧成后瓷器表明的纹饰呈现棕色而不是蓝色。

### 青花專題書目
- 劉莉; 湯洪泉. . 我愛收藏 第1版. 北京: 榮寶齋. 2004年12月. ISBN 9787500307563 （中文）.
- 朱裕平. . 中國青花瓷史 第1版. 上海: 文匯. 2000年12月. ISBN 7805317828 （中文）.
- 張英.  第1版. 瀋陽: 遼寧畫報出版社. 2000年9月. ISBN 7806013237.
- 王健華. 單國強 , 编. . 中國文物識真叢書 第1版. 南昌: 江西美術出版社. 2002年10月. ISBN 7805809925 （中文）.

### 通用陶瓷書目
- 吳仁敬; 辛安潮. . 中國文化史叢書 第1版. 上海: 上海書店. 1984年3月 [1937] （中文）.
- 馮先銘. 中國硅酸鹽學會 , 编.  第1版. 北京: 文物. 1982年9月 （中文）.
- 馮先銘 (编). . 文物博物館系列教材 修訂本. 上海: 上海古籍. 2001年12月. ISBN 9787532530014 （中文）.
- 馮先銘; 耿寶昌. . 「九五」國家重點圖書 第1版. 北京: 文物. 1998年1月. ISBN 9787501009244 （中文）.
- 陸建初.  第1版. 上海: 學林. 1999年1月. ISBN 9787806165737 （中文）.
- 陳進海.  第1版. 哈爾濱: 黑龍江美術. 1995年4月. ISBN 9787531802747 （中文）.
- 祝桂洪. . 中國景德鎮陶瓷文化研究叢書. 南昌: 江西高校. 2004年10月. ISBN 7810754238 （中文）.
- Harrison-Hall, Jessica.  [大英博物館藏明代陶瓷] 第1版. 倫敦: British Museum Press. 2001年12月. ISBN 9780714114880 （英语）.

## 外部連結
- 《景德「青花」下西洋》龍村倪[]
- 《两种不同的进口钴料:“苏麻离青”与“苏渤泥青”》杜锋、苏宝茹